# Іванівка (Великомежиріцька сільська громада)
Іва́нівка (до 1940 року — Янівка) — село, у складі Великомежиріцької сільської громади Рівненського району Рівненської області. Колишній центр Іванівської сільської ради У селі 170 дворів, 420 мешканців.

## Історія
Перша згадка про село — 1577 рік.
У 1906 році село Межиріцької волості Рівненського повіту Волинської губернії. Відстань від повітового міста 50 верст, від волості 4. Дворів 107, мешканців 604.

## Населення

### Мова
Розподіл населення за рідною мовою за даними перепису 2001 року:
| Мова       | Кількість | Відсоток |
| ---------- | --------- | -------- |
| українська | 480       | 100%     |

## Господарство
На території села створено і діє селянсько-фермерське господарство В. В. Власюка.

## Інфраструктура
Є клуб, публічно-шкільна бібліотека, фельдшерсько-акушерський пункт, школа 1-2 ступенів.

## Пам'ятки
- Свято-Георгіївська Церква УПЦ

## Вулиці
- Шкільна

## Відомі люди
З Іванівки вийшли в світ 133 священнослужителя, що можливо є рекордом.. Тут народилася настоятелька Свято-Троїцького Ставропігійного жіночого монастиря у Корці Рівненської області Ігуменя Наталія.

## Галерея

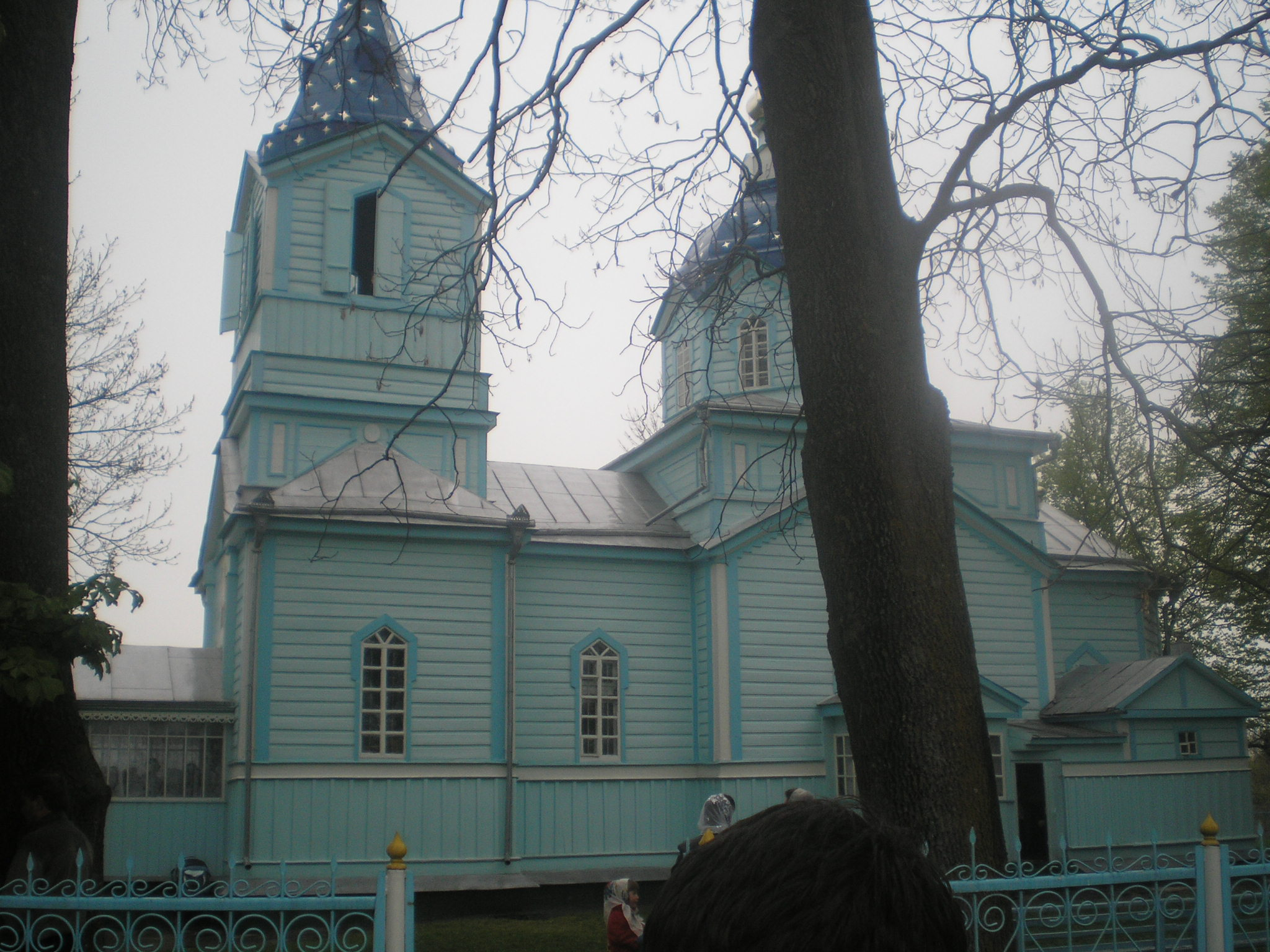
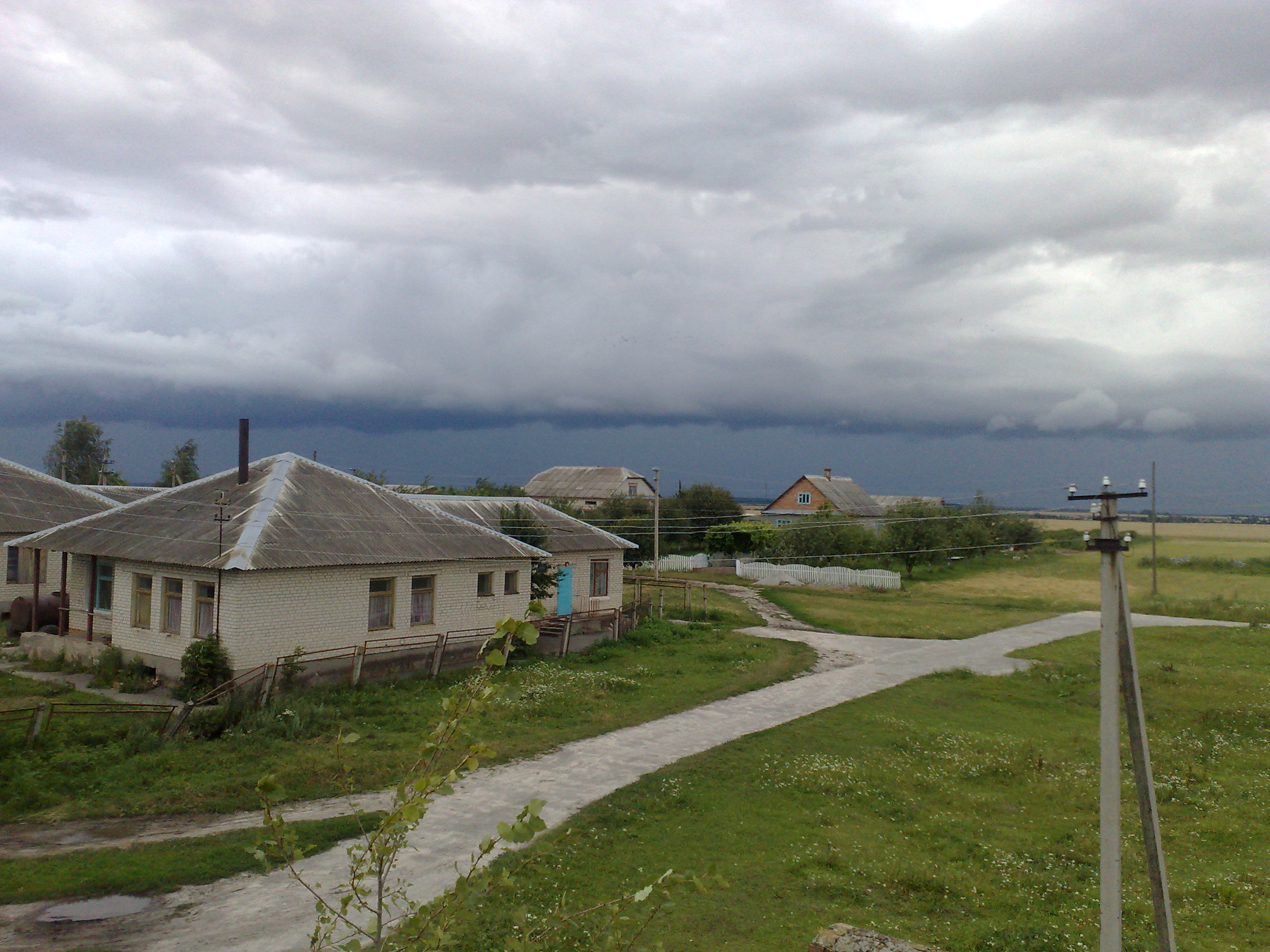